# لورينزو ليونز
لورينزو ليونز (بالإنجليزية: Lorenzo Lyons)‏ هو كاتب ترانيم ومبشر أمريكي، ولد في 18 أبريل 1807 في كولريان في الولايات المتحدة، وتوفي في 1886 في Waimea, Hawaii County, Hawaii ‏ في الولايات المتحدة.

## روابط خارجية
- لورينزو ليونز على موقع ميوزك برينز (الإنجليزية)
- لورينزو ليونز على موقع ديسكوغز (الإنجليزية)